# Торгова площа (Біла Церква)
Торгова площа — площа у місті Біла Церква. Свою назву отримала через проведення на її території ярмарків та збудованим Торговим рядам (БРУМУ).

## Історія
Кожному білоцерківцю відома площа, посеред якої розташовано Торгові ряди – знані багатьом як БРУМ. Остання назва є дуже поширеною в нашому місті, проте її зміст значною мірою втрачений. Через це не таким вже й дивним є пояснення, яке кілька років тому було виголошено на широкий загал: буцімто свою назву споруда отримала від давнього білоцерківського підприємця – купця Брума. Саме так і народжуються легенди, з яких нашу історію обсідають різні літературні фантоми – купець Брум, князь Бож тощо. Насправді БРУМ є типовою для радянських часів абревіатурою – Білоцерківський районний універмаг.
Збудована ця відома пам’ятка на початку ХІХ століття графами Браницькими в ролі головного елементу нової частини міста, яку розпланували за межами міського валу. Прямі вулиці сходилися на площу з Торговими рядами. Через широко відомі тоді білоцерківські ярмарки та базарні дні площу називали Базарною. З цією назвою вона потрапила і до плану містечка Білої Церкви, який був затверджений Сенатом Російської імперії. Крамниці в Торгових рядах орендували здебільшого єврейські купці, а навколишні квартали були прикладом неповторної, надзвичайно щільної забудови, притаманної для єврейських частин українських містечок.

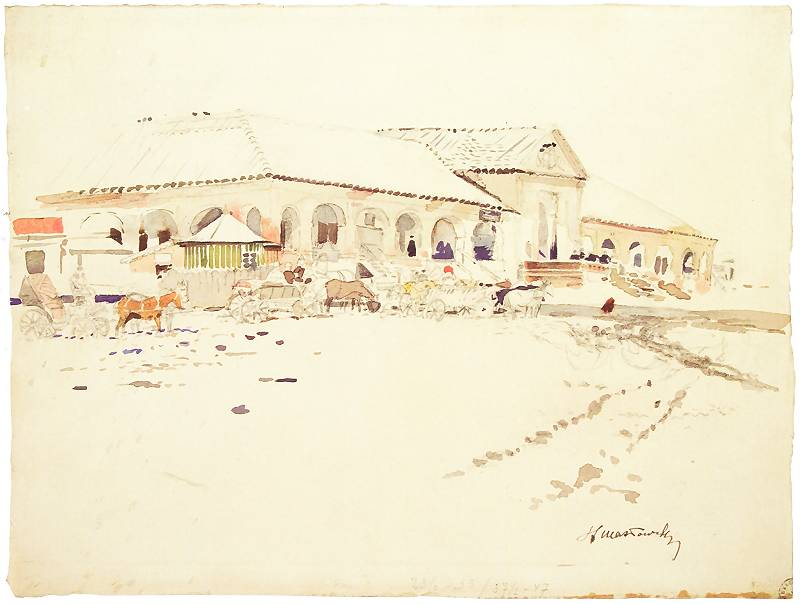
Торгові ряди на картині “Zajazd w Białej Cerkwi na Ukrainie”. Худ. Станіслав Масловський, бл. 1876—1880 рр.

В радянські часи цю площу як головну в місті назвали на честь відомого вождя російських комуністів Володимира Ульянова, який увійшов в історію під своїм партійним призвіськом Ленін. Тут же було встановлено й пам’ятник цьому кривавому
провідникові більшовицького терору. Цілком природно, що в перші місяці німецької окупації (осінь 1941 року) пам’ятник прибрали, а назву площі змінили на честь іншого вождя. Так у Білій Церкві деякий час існувала площа Адольфа Гітлера. З невідомих причин цю назву змінили і в 1942 році площа отримує чергову, проте цілком нейтральну назву – Велика.
Після перемоги радянських військ над німецькими в січні 1944 року в Білій Церкві не лише змінилася влада – повернулися й попередні назви. Так Велика площа знову стала площею Леніна. Згодом на ній встановили новий пам’ятник вождеві.
До 1991 року логічним було розташування поруч з пам’ятником будинку міського комітету КПУ. Після здобуття Україною незалежності таке сусідство відбиває ідеологічне двовладдя в Білій Церкві: в будинку колишнього «боевого отряда КПСС» зараз розташовується міський голова, міська рада та виконком під державним жовто-блакитним двоколором. Частковою перемогою в цьому ідеологічному двобої між символом минулого та політичними реаліями сьогодення можна вважати чергове перейменування площі. Вже більше десяти років як вона носить назву Торгової.
Слід додати, що бруківка Торгової площі, яка залишилася під асфальтом, пам’ятає багатьох великих діячів української культури, зокрема, Івана Нечуя-Левицького. Тут взагалі відбулося чимало помітних подій в історії Білої Церкви. Великою нашою втратою є знесення старовинної забудови навколо Торгових рядів. В усьому світі вже давно є аксіомою: визначна архітектурна пам’ятка цілком зберігає свою цінність лише в автентичному оточенні. На жаль, у білоцерківському керівництві після січня 1944 року ніколи не бракувало «прагматиків», які завжди готові знести те, що вони не будували.

## Стара забудова вулиці
Існуюча історична забудова виконана в останній третині XIX — на початку ХХ століття. Домінують 2—4-поверхові житлові та прибуткові будинки, переважно у стилі модерн та неоренесанс.
- № 3 — житловий будинок; ХХ ст.;
- № 5 — житловий будинок; межа XIX—ХХ ст.;
- № 6 — житловий будинок; межа XIX—ХХ ст.;
- № 7 — житловий будинок; межа XIX—ХХ ст.;
- № 10 — житловий будинок; межа XIX—ХХ ст.;
- № 11 — житловий будинок; межа XIX—ХХ ст.;
- № 16-б — житловий флігель; початок XX ст.; (готель)

## Важливі установи
- № 3 — Готель «Київ»
- № 5 — Магазин «Нептун»

## Галерея будинків Торгової площі

Будинок № 3 (Готель «Київ»)
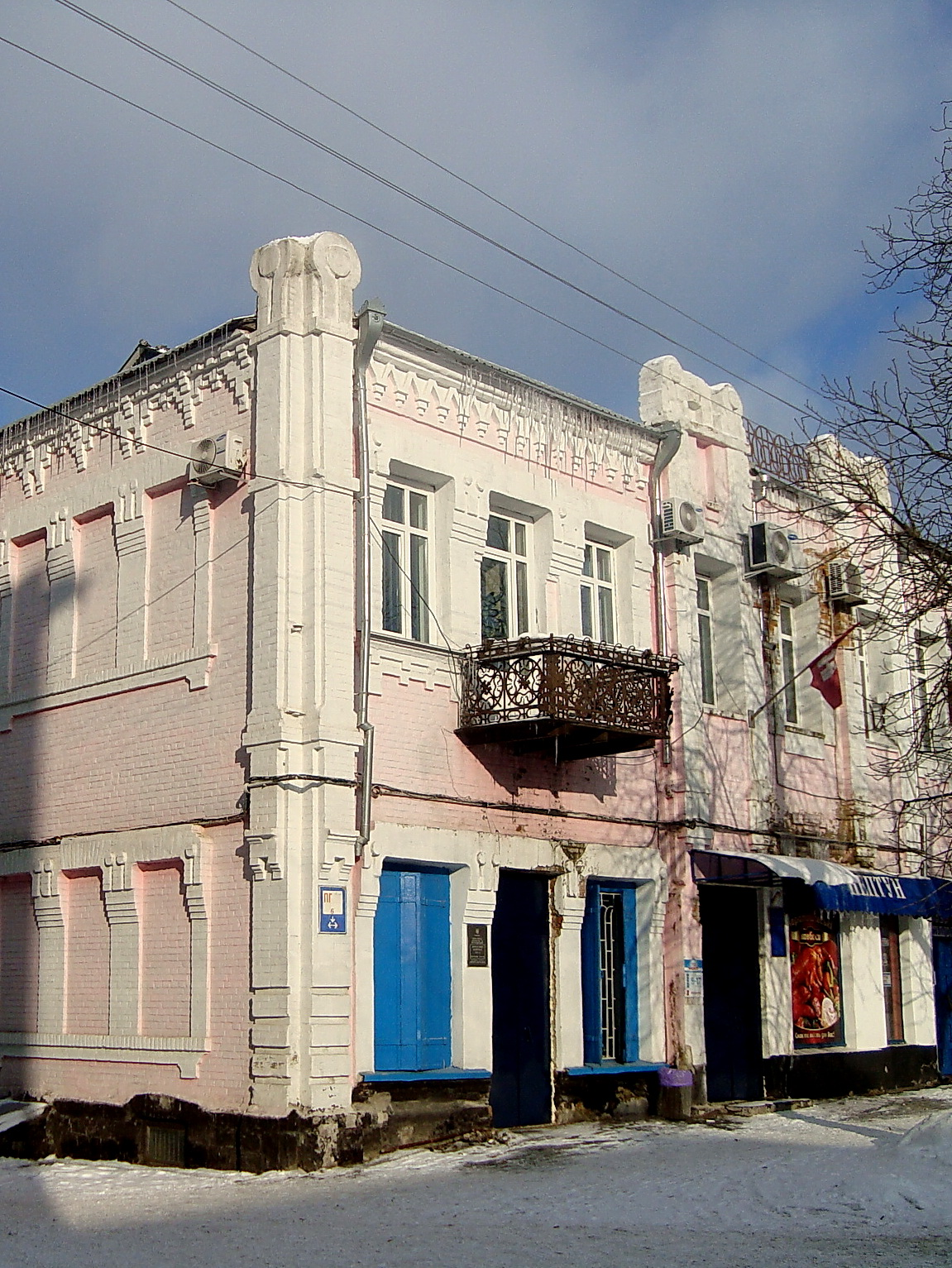
Будинок № 5
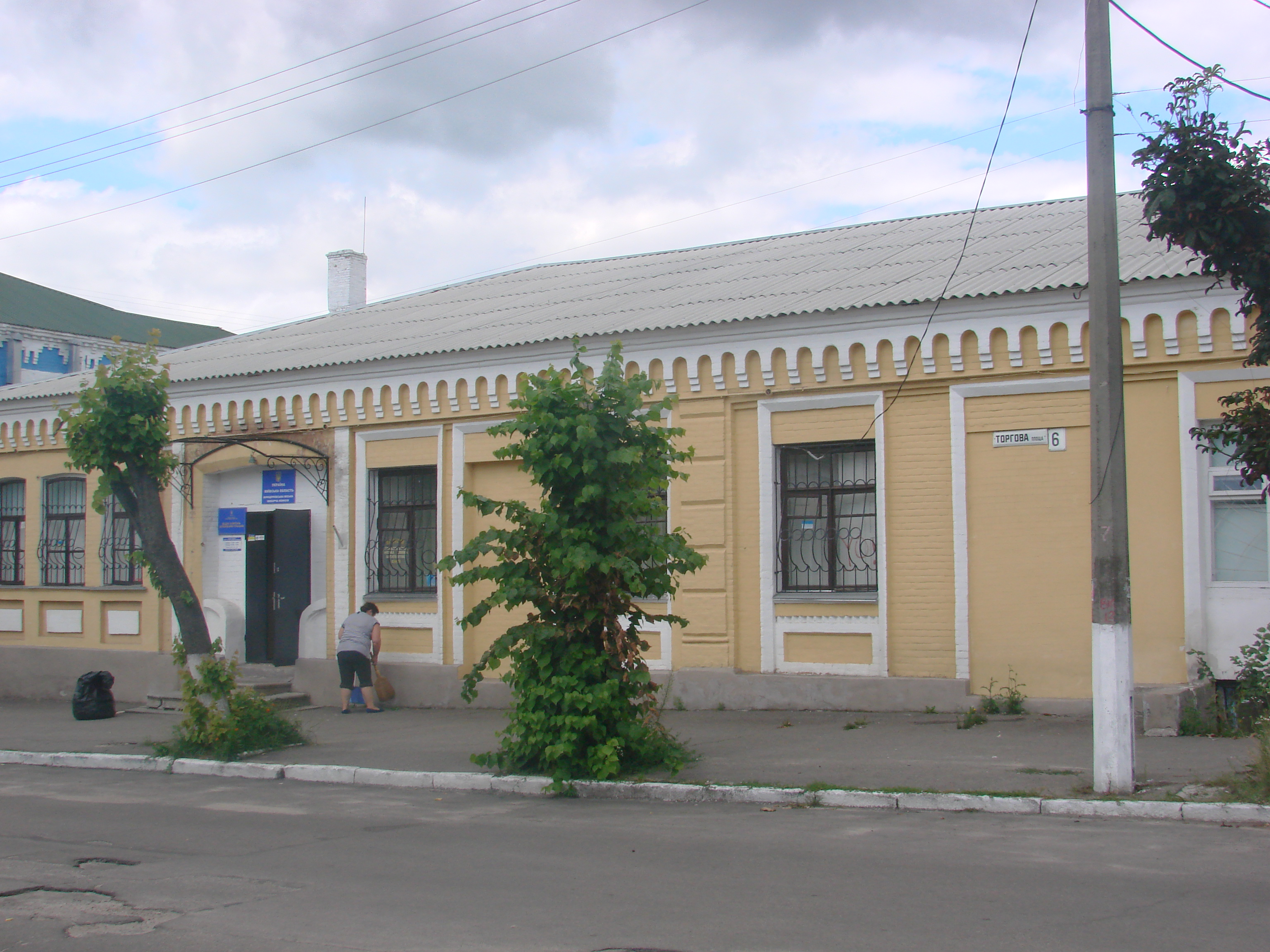
Будинок № 6
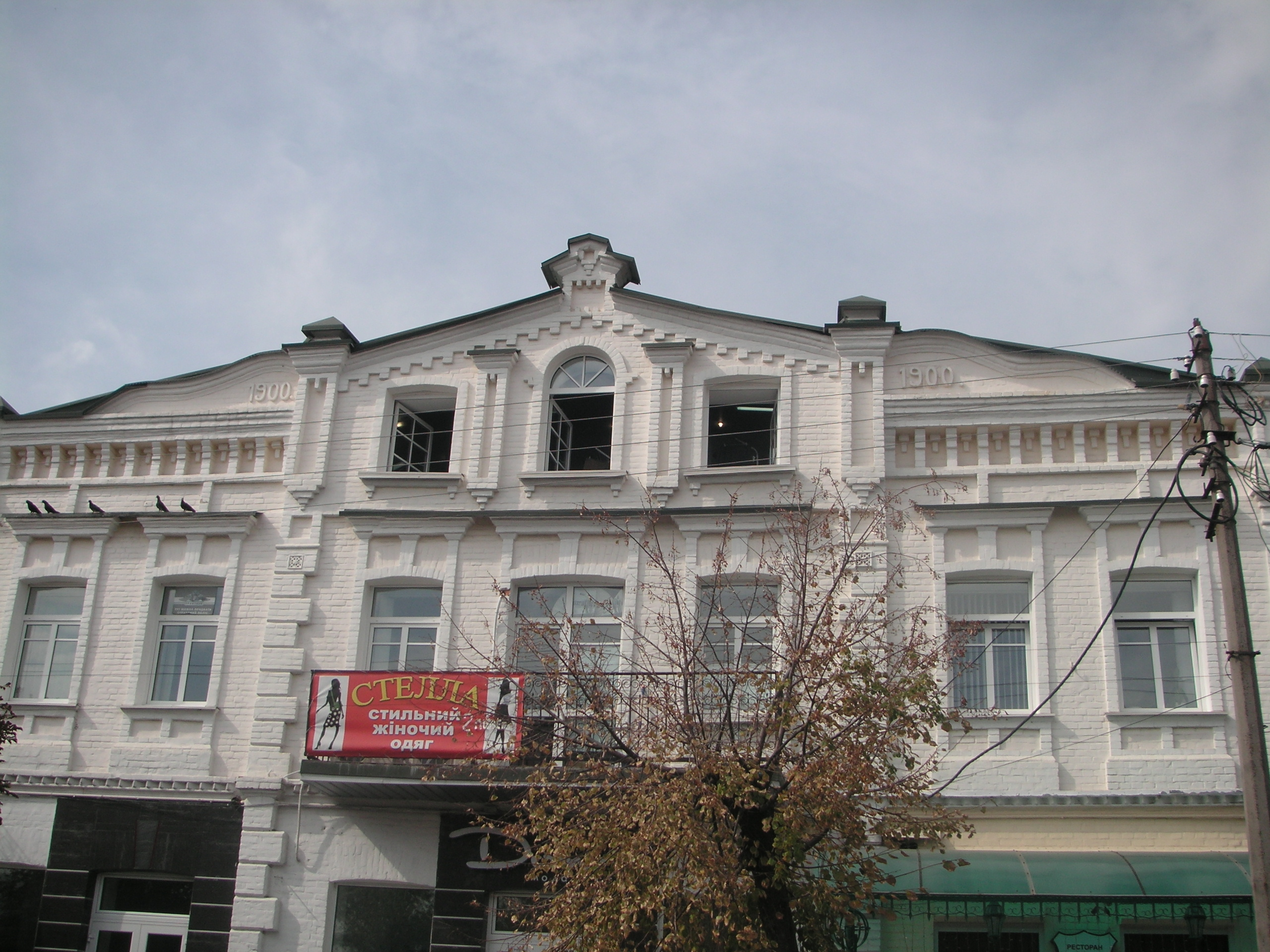
Будинок № 7
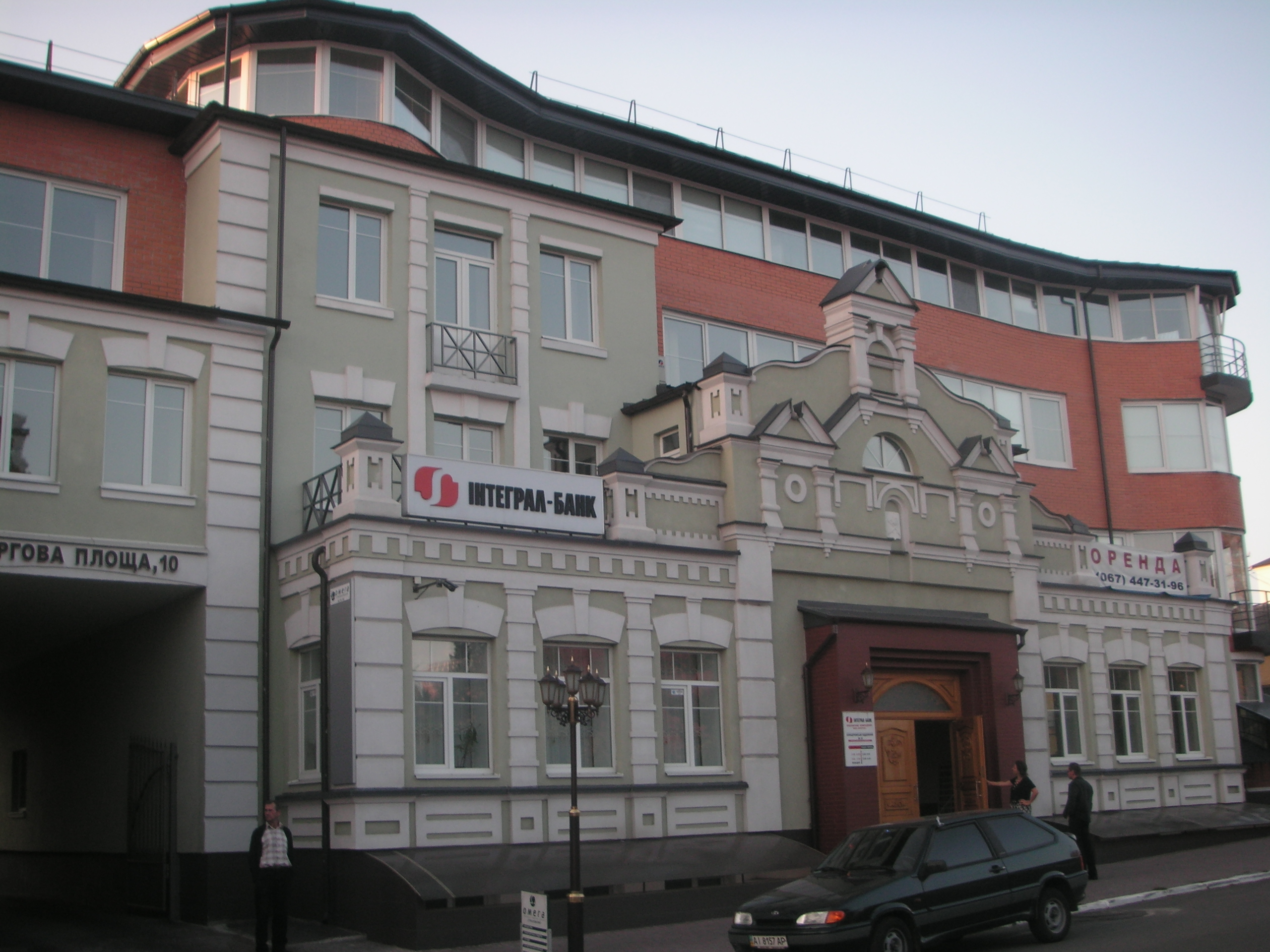
Будинок № 10
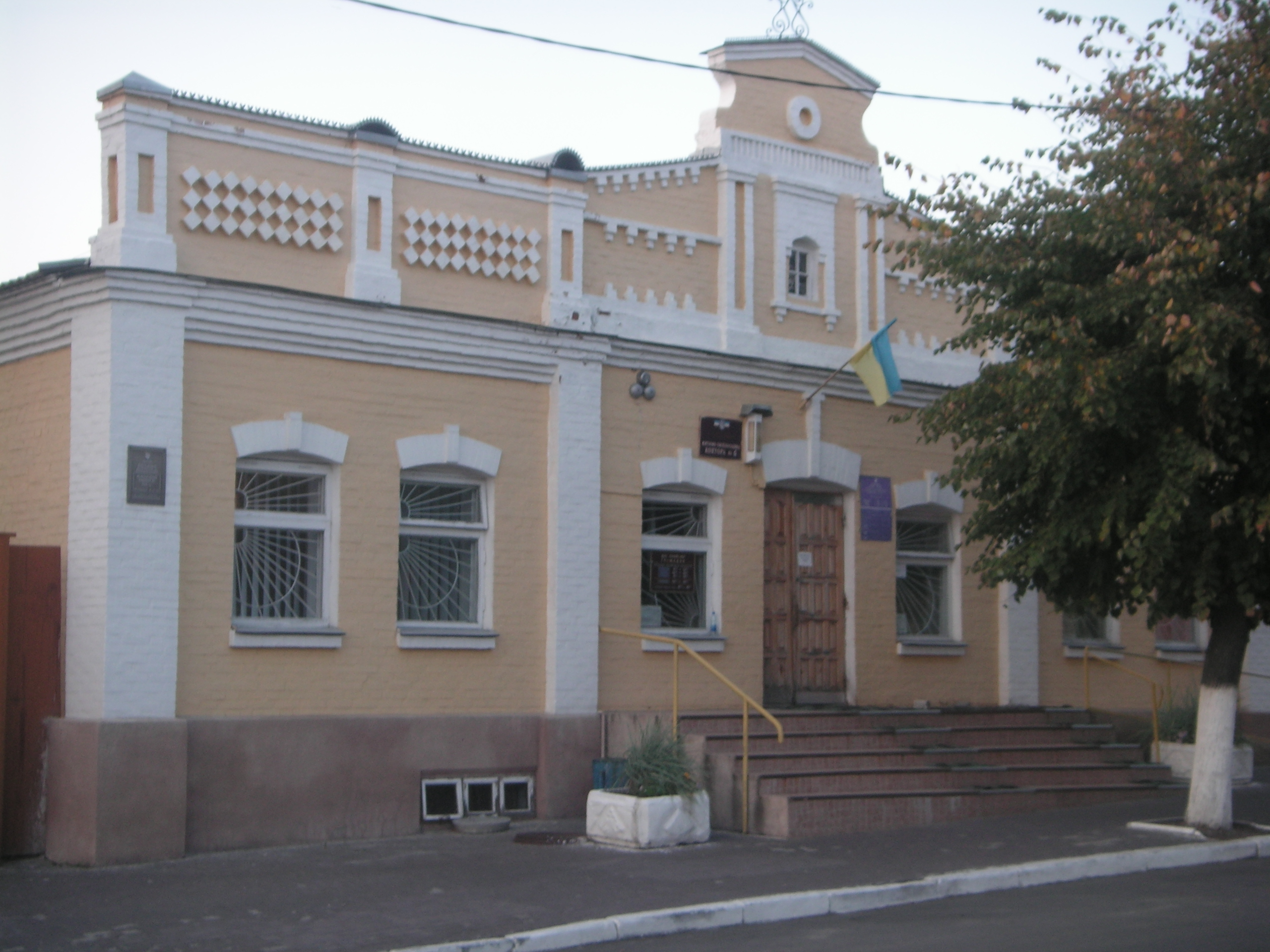
Будинок № 11
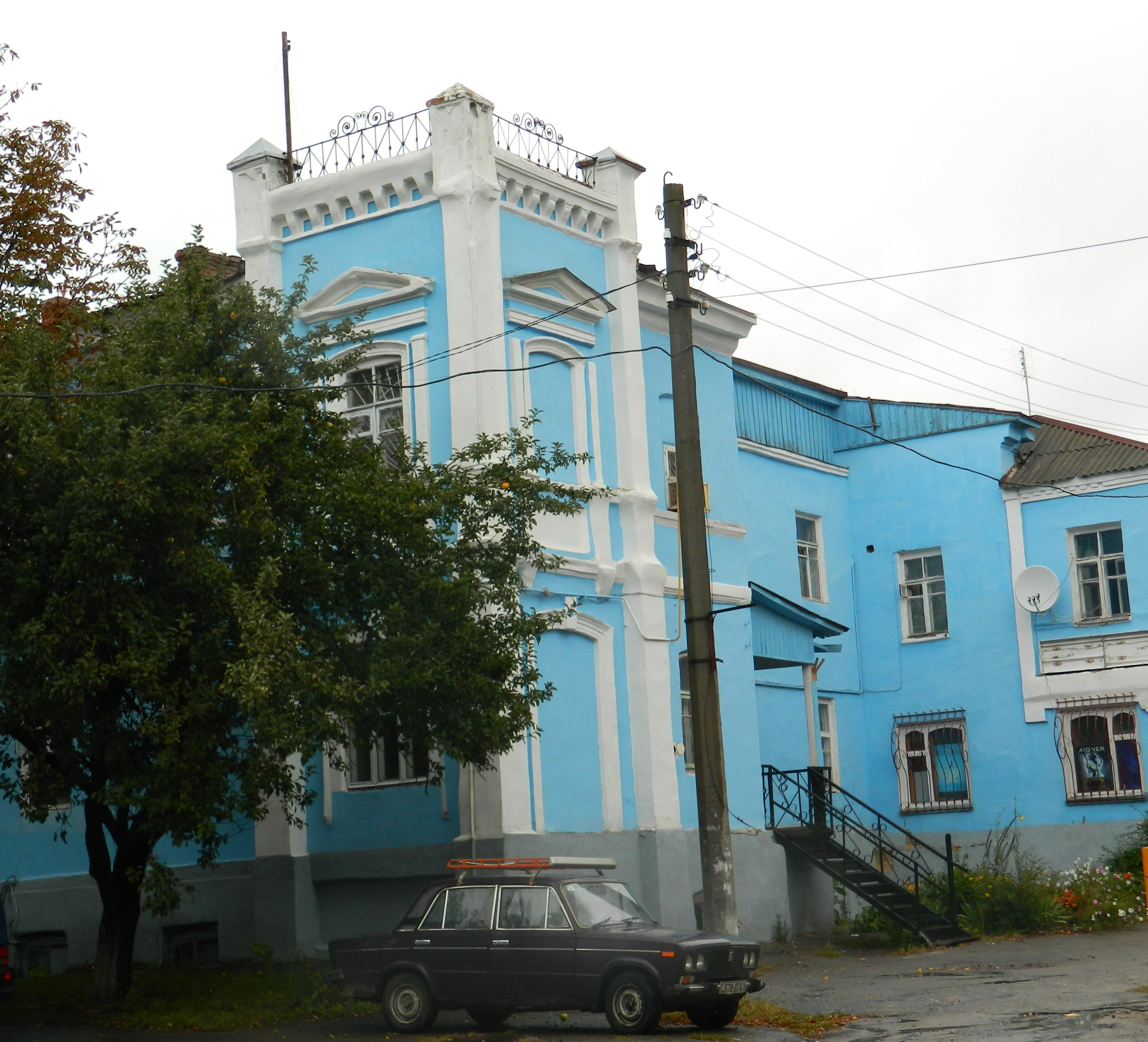
Будинок № 16
Пам'ятна дошка Нечуй-Левицькому